# イマジネーション (制作会社)
株式会社イマジネーション（英称：IMAGINATION.LMT）は、テレビ番組・CM・WEBコンテンツ・その他、各種メディア関連事業の企画・制作・開発・販売を行う企業である。

## 会社概要
- 所在地 : 〒141－0021 東京都品川区上大崎2-10-34 シティーコート目黒 2-103
- 設立年月 : 2008年4月

### 事業内容
- コンテンツ事業
  - テレビ・CM・映画・ラジオの制作、書籍・雑誌・フリーペーパーの企画製作、Webコンテンツの制作、スマートフォン用アプリケーションの企画開発、玩具の企画開発、ゲーム企画開発、クリエイターエージェント、その他
- セミナー・イベント事業
  - メディア出演（テレビ・ラジオ・雑誌・Web等）、セミナー・講演、その他

## 所属スタッフ
- 後藤隆一郎（代表取締役、ディレクター、演出家など）
- 伊江昌子（プロデューサー）
- 丸山直樹（リサーチ、制作進行、デジタルコーディネートなど）
- その他（プロデューサー、ディレクター、構成作家など）

## 主な制作

### テレビ番組
- 学べる!!ニュースショー!（テレビ朝日）
- お願い!ランキング（テレビ朝日）
- 池上彰の選挙特番（テレビ東京）
- 恋愛ミルフィーユ～世代別愛と憎しみの女のホンネ進化論～（日本テレビ）
- 忙しすぎる人の為の40字！！（フジテレビ）
- アースタクシー～熱烈0円マナビ旅IN台湾～＜ゴールデンブレイク＞（フジテレビ）
- Jukugo Awase（フジテレビ）
- 驚きの真実！ビッグデータSHOW　～ホントの日本が見えてくる～（日本テレビ）

### CM
- スゴイダイズヨーグルトタイプ（大塚チルド食品）
- スタッドレスタイヤ「WINTER MAXX」（DUNLOP）

### インターネット
- 選ぼう 2012 政治家と話そう（Google）
- 超難問コロシアム（Z会）